# Фукидид
Фукиди́д (др.-греч. Θουκυδίδης, ок. 460 — ок. 400 до н. э.) — крупнейший древнегреческий историк, основатель исторической науки, автор «Истории Пелопоннесской войны». «Первый и, возможно, величайший политолог», — как величал его Освин Мюррей.

## Биография
Год рождения Фукидида в точности неизвестен. Если основываться на свидетельстве римского писателя II века Авла Геллия, ссылавшегося на свою предшественницу Памфилу Эпидаврскую (I в. н. э.), он родился около 470 года до н. э.; из слов же его биографа Марцеллина (VI в.) следует заключить, что он родился около 450 до н. э. Сам историк говорит, что в начале Пелопоннесской войны (431 до н. э.) он был уже во вполне зрелом возрасте и мог понимать и наблюдать совершающиеся события; кроме того, известно, что в 424 до н. э. Фукидид уже показывал стратегические навыки и имел тогда не менее 30 лет от роду. Вероятнее всего он родился около 460—455 г. до н. э. Таким образом, его молодость совпала с веком Перикла: он был современником Еврипида, софистов и Сократа.
Подробности биографии Фукидида в точности неизвестны. Сообщения его биографов, из которых главным является вышеназванный Марцеллин, не внушают полного доверия. Самыми достоверными сведениями считаются сообщения самого историка, сделанные мимоходом.
Известно лишь, что принадлежал Фукидид к богатой и родовитой фамилии: его предком был фракийский царь Олор, и он находился в родстве с семьёй афинского государственного деятеля и полководца Мильтиада (победителя в битве при Марафоне) — старым аристократическим родом Филаидов. Будучи сыном Олора, из аттического дема Галимунта, Фукидид обладал большими материальными средствами — во Фракии ему принадлежали золотые прииски и он пользовался там влиянием. В Афинах, по-видимому, он стоял близко к влиятельным лицам, в том числе, вероятно, и к Периклу, замечательную характеристику которого он представил.
Фукидид, как это доказывает его труд, получил прекрасное образование. Достигнув зрелого возраста, он принял участие в государственных и военных делах. Первые годы Пелопоннесской войны историк провёл в Афинах; во время эпидемии чумы, разразившейся на второй год войны, он сам заболел этой страшной болезнью, которую потом описал. Когда спартанский полководец Брасид перенёс военные действия во Фракию (424 г.), Фукидид командовал эскадрой у острова Фасоса; он не успел предотвратить переход Амфиполя на сторону Брасида (приняв лишь меры к защите Эйона). Принуждённый, вследствие этого, отправиться в изгнание, он поселился в своём фракийском поместье, где на досуге мог составлять и обрабатывать свой труд, спокойно, в качестве зрителя, наблюдать за обеими воюющими сторонами и, в особенности, ближе стать к пелопоннесцам. Он посетил, по-видимому, многие места, бывшие театром войны, двор македонского царя Архелая, Сицилию и в частности Сиракузы, как это можно заключить по живому и точному описанию их окрестностей и осады. 20 лет провёл Фукидид в изгнании. По окончании Пелопоннесской войны (404 г.), вследствие амнистии (общей или, по некоторым известиям, особой, по предложению Энобия) он мог вернуться на родину, но вскоре умер (ок. 399—396; во всяком случае не позже 396 года, ибо он не знает восстановления Длинных стен Кононом и извержения Этны 396 г.), по мнению одних — в Афинах, по мнению других — на чужбине, во Фракии, или по дороге на родину. Существует непроверенное свидетельство, что смерть его была насильственной.

## «История Пелопоннесской войны»
Фукидид написал «Историю Пелопоннесской войны», современником и очевидцем которой он был. По собственному его заявлению, он начал свой труд тотчас по возникновении войны, будучи заранее уверен в её важном значении. Тем не менее вопрос о времени составления и обработки его «Истории» принадлежит к числу спорных. Ульрих (Franz Wolfgang Ullrich, 1795—1880) в середине 40-х годов XIX века доказывал, что сначала Фукидид под войной пелопоннесцев с афинянами разумел лишь первый период, так называемую Архидамову войну, и первые книги написал после Никиева мира (421 г.), думая, что война уже закончилась, а потом продолжал свой труд.
Это мнение, многими поддержанное, встретило и возражения, главным образом со стороны Классена и Эдуарда Мейера. Впрочем, разногласие в сущности не так велико, как кажется, ибо последователи Ульриха соглашаются, что Фукидидом впоследствии делались вставки, а Классен и его сторонники признают, что отдельные части могли быть набросаны историком, как материал для последующей обработки, раньше окончания войны.
«История Пелопоннесской войны» Фукидида состоит из 8 книг. I книга заключает в себе знаменитое введение — очерк древнейшей истории Греции, изложение поводов к войне и её действительных причин, очерк «Пятидесятилетия» (промежутка от Платейской битвы до начала Пелопоннесской войны) и разрыва между Афинами и Спартой; со II книги начинается история самой войны.
Как отмечает С. Г. Карпюк, последняя восьмая книга не подверглась риторической обработке и, по всеобщему мнению, была написана в самом конце жизненного пути Фукидида.
Описание доведено до зимы 411 г. до н. э. и продолжено уже Ксенофонтом. Также продолжение Истории писал историк Кратипп.

## Историографические принципы
В своём произведении Фукидид является одним из самых выдающихся и характерных представителей греческой мысли той эпохи, которая может быть названа эпохой «Просвещения»; это была пора нового философского движения, охватившего Грецию, критической мысли и рационализма. Цель Фукидида, как он сам её определяет — «отыскание истины». Он враг анекдотов, вымыслов, поэтических прикрас; он не стремится к занимательности. Он сам противополагает свой труд произведениям как поэтов, с их преувеличениями и прикрасами, так и «логографов» (I, 21).
Фукидид знал, что его изложение покажется менее занимательным и приятным; но он считал достаточным, если его труд «найдут полезным те, кто пожелает иметь ясное и верное представление о прошлом, ввиду того, что, по свойствам человеческой природы, и в будущем когда-нибудь может произойти нечто подобное». На своё произведение он смотрел не как на временную забаву для слушателей, а как на «достояние навеки» (I, 22).
Фукидид, по собственным словам, стремился к точному знанию (V, 26) и излагал не так, как ему казалось или как сообщал первый встречный, а как очевидец или на основании сведений хотя и добытых от других, но подвергнутых возможно тщательной и точной проверке (I, 22), Он сознаёт, что узнавать правду было трудно, ибо свидетели-очевидцы говорили об одном и том же не одинаково, а под влиянием пристрастия или памяти (I, 22). Таким образом, основные приёмы исторической критики впервые открыты и применены Фукидидом.
Весь его труд свидетельствует о его добросовестности, тщательности и осторожности в отыскании истины. Фукидид первый надлежащим образом оценил важность документов и некоторые из них целиком внёс в свою историю (например, текст перемирия 423 г., Никиева мира, договора афинян с Аргосом, Мантинеей и Элидой). Он извлекает данные из надписей; умеет пользоваться мифом и народным преданием, объяснить происхождение того или иного рассказа, даже неверной версии (см., например, VI, 54 сл.).
В отношении приёмов особенно интересны начальные главы, в которых Фукидид пытается дать реконструкцию важнейших моментов древнейшей греческой истории; со стороны метода эти главы — одно из самых замечательных проявлений греческой мысли. Здесь историк применяет в широких размерах метод обратного заключения — от настоящего к прошлому, от известного к неизвестному, причём основанием для его заключений и комбинаций служат свидетельства эпоса, топографические данные, вещественные памятники, сохранившиеся названия, быт отсталых в культурном отношении греческих племён и варваров, обычаи, празднества и обряды, вообще — культурные переживания.
Приёмы Фукидида напоминают приёмы современных исследователей и его метод обратного заключения есть вместе с тем метод сравнительный: Фукидид подмечает аналогию между бытом греков, на известной ступени их развития, и варваров (I, 3,6); ему не чужда уже идея постепенного развития; древнейшая, баснословная старина у него лишь один из фазисов в развитии греческого общества. В его труде ясно обнаруживается идея причинности: Фукидид отличает общие, основные причины и поводы или случайные обстоятельства. Например, он отмечает, что события в Эпидамне и Потидее, жалобы Мегары и Эгины — это только поводы и предлоги к войне; истинная же причина её таилась в возвышении афинского могущества, возбуждавшего в лакедемонянах страх и зависть (I, 23; II, 8).
Фукидид признаёт законосообразность исторических явлений; у него встречается ряд обобщений, основанных на убеждении в том, что одинаковые причины и условия вызывают одинаковые следствия: по его мнению, пока не изменится человеческая природа, до тех пор будут происходить и явления, подобные тем, которые он описывает. Так, по поводу борьбы партий на острове Керкире Фукидид даёт поразительное по глубине анализа изображение патологических явлений — извращения понятий, одичания и деморализации греческого общества, как пагубного и неизбежного последствия ожесточённой междоусобной войны (III, 82—83), и при этом замечает: «вследствие междоусобиц множество тяжких бед обрушилось на государства, бед, какие обыкновенно бывают и всегда будут, пока человеческая природа остаётся тою же», но только в большей или меньшей степени и различные по формам, сообразно обстоятельствам в каждом отдельном случае.
Исторические события Фукидид объясняет, не вводя мифологические элементы, в том числе божественное вмешательство. В оракулы и предзнаменования он не верит; правда, он о них упоминает, но не потому, чтобы верил в них, а потому, что им верила масса, и вследствие этого они являлись фактором, с которым историку необходимо было считаться. По поводу некоторых изречений оракула Фукидид делает чрезвычайно меткие критические замечания (см. II, 17, 54). По Фукидиду, не гадатели, предзнаменования и оракулы, а ум и знание могут предвидеть будущее. В историческом деятеле он выше всего ставит ум, способность составлять правильное суждение о положении дел и таким образом предусматривать будущее. При этом он судит не с точки зрения конечного успеха; например, начатая при Перикле война привела к катастрофе, но Фукидид восхваляет Перикла и его прозорливость; напротив, Клеон взял Сфактерию, сдержав данное обещание, но при этом историк считает его легкомысленным и сумасбродным (IV, 28, 3 6).
Историко-философская концепция Фукидида основана на рационалистических идеях Анаксагора и философской школы софистов.

## Политические взгляды
Фукидид не был расположен к крайней демократии; он не раз отзывается презрительно об изменчивости и непостоянстве толпы; он чувствует антипатию к демагогам (характерно, например, его отношение к Клеону); по поводу установления весьма умеренной демократии (после низвержения олигархии в 400 г. до н. э.) он заявляет, что это была лучшая форма правления из существовавших в его время, ибо являлась умеренным соединением олигархии и демократии (VIII, 97). Вообще Фукидид редко высказывает свои личные мнения; он избегает говорить от себя и заставляет говорить самые факты.

## Объективность
В общем он отличается замечательной объективностью и беспристрастием, а его добросовестность в изложении фактов такова, что с помощью им же сообщаемых данных можно иногда проверить и даже опровергнуть его взгляд. Например, на основании сведений, которыми мы обязаны Фукидиду же, мы можем составить себе несколько иное мнение о Клеоне, к которому он относится, очевидно, враждебно; Фукидид прославил Перикла в его знаменитой характеристике (II, 65), но мы не найдём у него простого панегирика вождю Афин: о его военных действиях Фукидид говорит с большой умеренностью. Аристократ по происхождению и положению, не сторонник крайней демократии, Фукидид не скрывает дурных поступков олигархов, и устами Перикла нарисовал величественный идеал афинской демократии. Сам афинянин, он ярко выставляет заслуги их врага, защитника Сиракуз, Гермократа, и относится с полным беспристрастием к Спарте, не разделяя ни того отвращения, которое к ней питали демократы, ни лакономании (мода на все спартанское), которая начинала распространяться в афинском обществе и литературе. К некоторым спартанцам Фукидид относится с симпатией (например, к Брасиду, Архидаму), но он не скрывает и недостатков Спарты, её жестоких поступков. Изгнанник, живущий на чужбине, он относится к своему родному городу без ненависти и злобы. Немудрено, что в учёной литературе преобладают самые хвалебные отзывы о Фукидиде.
Объективность Фукидида подвергал сомнению Арнольд Уикомб Гомм.

## Критика Фукидида в XIX веке
Но в 70-х и 80-х годах XIX века он подвергся нападкам со стороны Мюллера-Штрюбинга, который начал с обвинения его в субъективности, в сокрытии истины, в иезуитской казуистике (reservatio mentalis), в умышленной неясности (см. «Aristophanes und die histor. Kritik», 1873), потом стал открывать следы «кровожадного интерполятора», испещрившего будто бы текст Фукидида своими вставками («Thukydideische Forschungen», 1881); затем стал доказывать, что Фукидидово произведение — «военно-дидактическая эпопея» и «военная новелла» («Das erste Jahr d. Pelopon. Krieges», в «Neue Jahrb. f. Philol», 1883, и «Die Glaubwüdigkeit d. Thukydides geprüft an seiner Darstellung d. Belagerung von Plataia», ibid., 1885), и наконец назвал знаменитого историка «чисто-теоретическим доктринёром» и «педантом» («Die Korkyräischen Händel bei Thukydides», ibid., 1886). С не менее страстными нападками на Фукидида выступил и венгерский учёный Ю. Шварц (в своём соч. «Die Demokratie», I, 1884); недоверчивое отношение к Фукидиду, хотя и не в такой мере, встречаем и у Макса Дункера («Gesch. d. Alterthums», N. F., I—II, 1884-86) и Пфлугк-Гарттунга («Perikles als Feldherr», 1884), выступивших с развенчанием Перикла. Крайность и несостоятельность этой критики в настоящее время достаточно обнаружена (см. Фукидид Г. Мищенко, «Послесловие» к переводу Фукидида, 1888; В. Бузескул, «Перикл», 1889; A. Bauer, «Thukyd. und H. Müller-Strübing», 1887; Lange, «Zur Frage über die Glaubwürdigkeit d. Thukyd.» в «Neue Jahrb. f. Philol.», 1887 и друг.), хотя отдельные замечания названных противников Фукидида не лишены основания: восставая против крайностей гиперкритического направления, мы должны допустить необходимость критики по отношению к Фукидиду, в каждом отдельном случае, подобно тому, как и по отношению ко всякому другому источнику. У него, конечно, найдутся отдельные, частные промахи, ошибки и неточности. Несмотря на это, Фукидид в общем останется тем, чем был в глазах даже таких авторитетов в области исторической критики, как Нибур и Ранке, то есть одним из величайших историков и источником достоверным настолько, насколько вообще может быть достоверно произведение человека; большинство же его промахов, неточностей и неверных сообщений должно быть отнесено к категории ошибок невольных, более или менее свойственных каждому, а тем более историку, жившему за 4 века до нашей эры. В общем, если под историей разуметь науку и нечто большее, нежели простое повествование о достопамятных событиях, то Фукидид с большим правом может быть назван её отцом, чем Геродот, и у него мы найдём немало черт, сближающих его с современной историографией.

## Современность
Несмотря на сложность, не позволяющую с лёгкостью понять «Историю Пелопоннесской войны», она приобрела значительное влияние на современников. Содержащаяся в ней характеристика демократии была — до её исключения — девизом проекта текста конституции ЕС. В Военно-морском колледже в Ньюпорте, США, а также в других военных академиях работа является обязательной к прочтению.
Ввиду неуклонно растущего глобального влияния Китайской Народной Республики политолог Грэхам Аллисон предупреждал в 2010-х годах о ловушке Фукидида (Thucydides’s Trap): по аналогии с идеей Фукидида о том, что Пелопоннесская война стала неизбежной из-за страха великой державы Спарты перед завоеванием власти Афин, существует угроза военного конфликта между мировой державой США и Китаем.

### Тексты и переводы
- В серии «Loeb classical library» «История» издана в 4 томах.
- В серии «Collection Budé» «История» издана. Дата обращения: 14 марта 2010. Архивировано 28 ноября 2012 года. в 5 томах.

Русские переводы:
- Фукидид. О Пелопоннесской войне. 1837. Т. 1. Кн. 2-3. С. 101—563. (Серия «Военная библиотека»).
- Фукидид. История. / Пер. Ф. Г. Мищенко. В 2 т. М., 1887—1888. Т. 1. Кн. 1-4. CXXXII, 516 с. Т. 2. Кн. 5-8. Указатель. 540 с.
  - В переработке С. А. Жебелева. М.: Сабашниковы. 1915. В 2 т.
  - переизд.: В 2 т. СПб.: София. 1994; (Серия «Историческая библиотека»). СПб.: Наука. 1999. 588 с.
- Фукидид. История. / Пер. и примеч. Г. А. Стратановского. Отв. ред. Я. М. Боровский. Л.: Наука, 1981. 543 с. 100000 экз. (Серия «Литературные памятники»).
  - переизд.: М.: Ладомир-Наука. 1993. 3-е изд. М.: Ладомир-АСТ. 1999. 736 с. (Серия «Классики исторической мысли»).

### Исследования
- Угянский А. О. Рассуждение о предисловии Фукидида с критико-исторической точки зрения. Казань, 1868. 95 с.
- Мищенко Ф. Г. Опыт по истории рационализма в древней Греции. Ч. 1. Рационализм Фукидида в истории Пелопоннесской войны. Киев, 1881. 367 с.
- Денисов Я. А. Биография Фукидида. Харьков, 1911. 88 с. (литогр.)
- Михаленко Ю. П. Гоббс и Фукидид (о месте Гоббса в позднем английском Возрождении) // Историко-философский ежегодник ’86. М., 1986. С. 104—124.
- Кессиди Ф. Х. Философия истории Фукидида. СПб.: Алетейя. 2008. 263 с. (Серия «Античная библиотека: Исследования»). ISBN 978-5-91419-086-3
- Карпюк С.Г. 2010: Два патриотизма в «Истории» Фукидида. Дата обращения: 29 ноября 2010. Архивировано 28 ноября 2012 года. // Вестник РГГУ. Серия «Исторические науки». 10, 101—116.
- Георгиев П. В. Народоправство или демократия? Особенности отечественных переводов «надгробной речи» Перикла в «Истории» Фукидида // Antiquitas Iuventae. — Саратов, 2006. — С. 23—28.
- Ульянов О. Г. Историописание на Афоне: историко-критический метод Фукидида в «Истории» Иоанна (Иосафана) Кантакузина // Круглый стол «Освоение античной традиции в западноевропейском историописании Средних веков и Раннего Нового времени» 3 октября 2012 г. (ИВИ РАН).